# Fred André
Fred André (Haarlem, 31 maggio 1941 – Haarlem, 24 gennaio 2017) è stato un allenatore di calcio e calciatore olandese, di ruolo centrocampista.